# Halwill Junction
Halwill Junction – wieś w Anglii, w Devon. Leży 48,4 km od miasta Exeter, 45,4 km od miasta Plymouth i 300 km od Londynu. W 2015 miejscowość liczyła 611 mieszkańców.